# Socony–Mobil Building
Das Socony–Mobil Building, auch 150 East 42nd Street, ist ein Wolkenkratzer in Manhattan in New York City. Der Büroturm wurde nach der Ölgesellschaft Socony-Mobil benannt, die nach der Fertigstellung des Gebäudes die Hälfte der Büroflächen belegte.

## Beschreibung

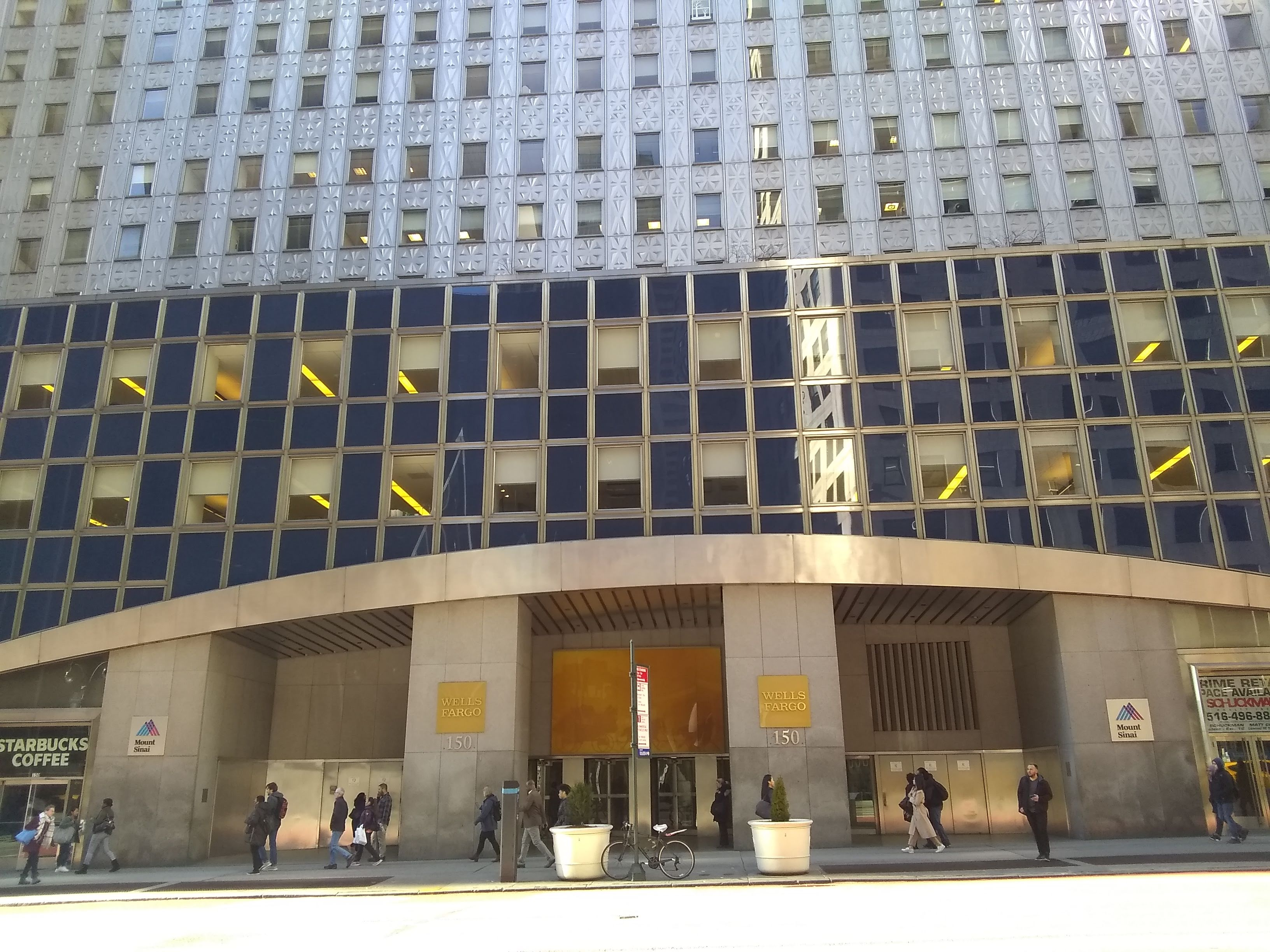
Haupteingang in der 42nd Street

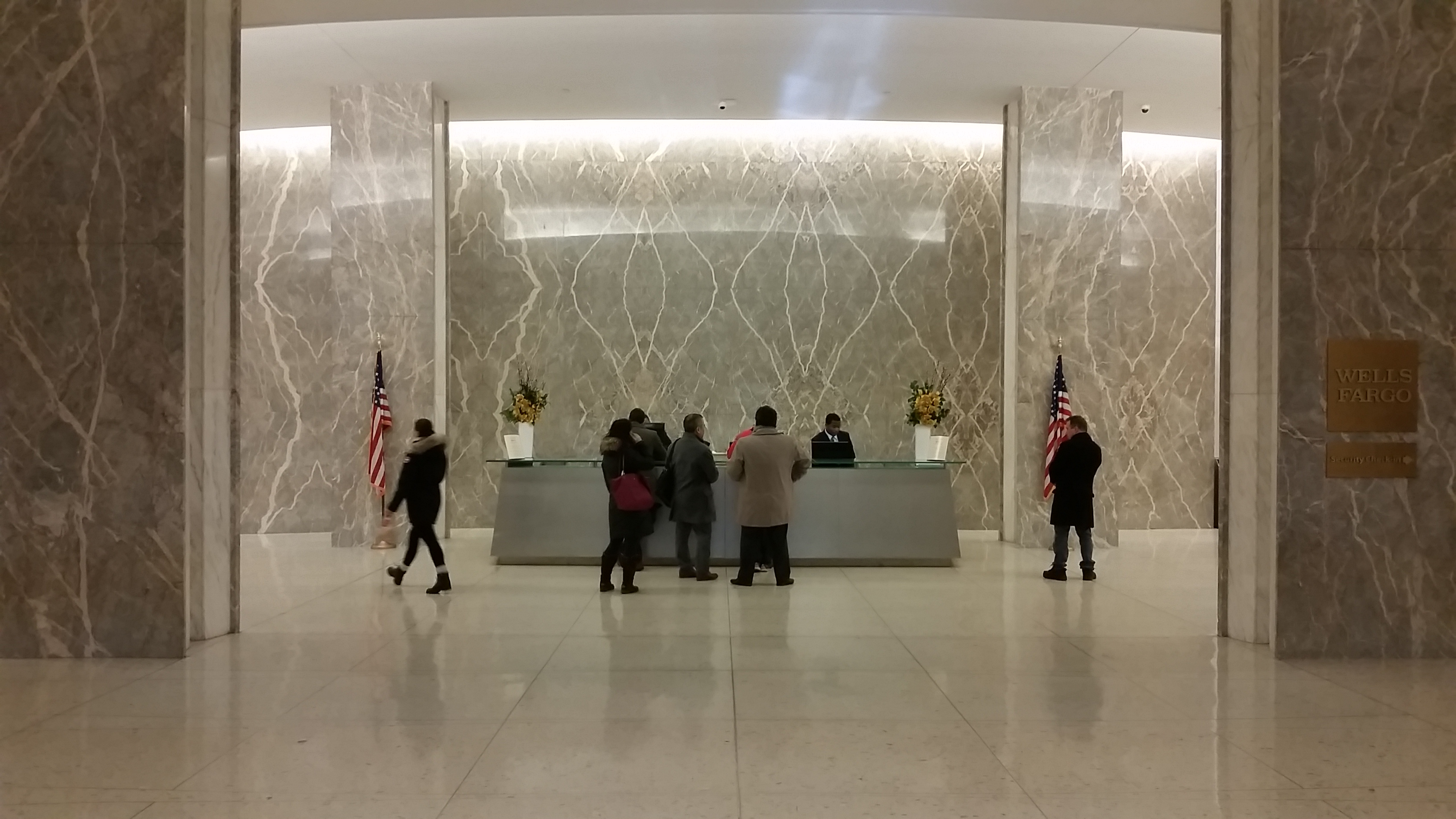
Blick in die Lobby 2019

Das Gebäude befindet sich in Midtown Manhattan zwischen der East 41st und 42nd Street sowie Third Avenue und Lexington Avenue. Er nimmt dabei einen ganzen Block ein. Ein bekanntes Nachbargebäude ist das direkt gegenüber stehende Chrysler Building. Nur einen Block westlich liegt das Grand Central Terminal.
Das Socony–Mobil Building wurde von den Architekten Harrison & Abramovitz und John B. Peterkin entworfen und von 1954 bis 1956 erbaut. Die Bauträger waren die Immobilienunternehmer John W. Galbreath und Peter B. Ruffin. Die offizielle Eröffnung fand am 17. Oktober 1956 statt. Der Turm besitzt 42 Stockwerke und hat eine Höhe von 174,4 m (572 Fuß). Die Architektur des Gebäudes zeichnet sich durch einen starken Kontrast aus: zwischen der mit Edelstahl eingefassten tiefblauen Glasfassade am Sockel, der mit Edelstahlpaneelen verkleideten Fassade des Turms, den glatten und geprägten Oberflächen sowie den geschwungenen und geradlinigen Formen. Das Gebäude besitzt einen dreistöckigen Sockel mit dem Haupteingang an der 42nd Street und einem Nebeneingang an der Lexington Avenue. Durch das Geländegefälle erscheint an der Third Avenue sichtbar das erste Kellergeschoss. Darüber erhebt sich mittig der Turm, der im Westen und Osten von 13-stöckigen Flügeln flankiert wird.
Erster Besitzer des Socony-Mobil-Gebäudes war das Immobilienunternehmen Goelet family. Der Büroturm wurde 1966 in „Mobil Building“ umbenannt und 1987 an die Hiro Real Estate Company verkauft. In den 1990er Jahren wurden mehrere Renovierungen durchgeführt. 2014 erwarb der Immobilieninvestor David Werner das Gebäude. Das Socony–Mobil Building ist seit dem 25. Februar 2003 ein ausgewiesenes Wahrzeichen der Stadt New York.

## Bombenanschlag
Bei einem am 3. August 1977 im Gebäude verübten Bombenanschlag durch die puerto-ricanische Terrororganisation Fuerzas Armadas de Liberación Nacional Puertorriqueña (FALN), die die Unabhängigkeit ihres Landes einforderte, kam ein 26-jähriger Büroangestellter ums Leben, sieben Menschen wurden verletzt.